# ラガッツィ・ディ・ヴィア・パニスペルナ

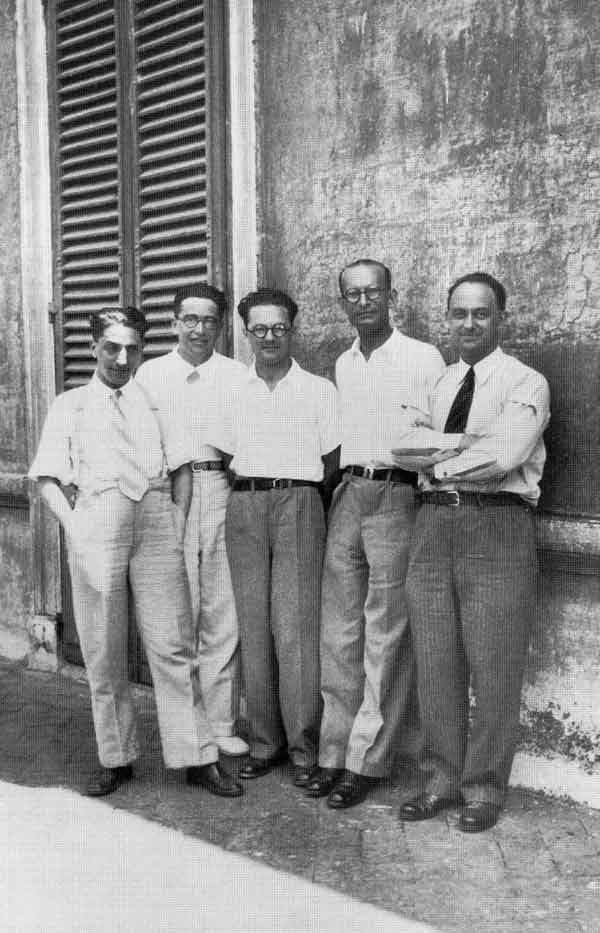
「ラガッツィ・ディ・ヴィア・パニスペルナ」のメンバーたち。1934年頃、ローマ・ラ・サピエンツァ大学物理学部の中庭にて。左からオスカー・ディアゴスティーノ、エミリオ・セグレ、エドアルド・アマルディ、フランコ・ラゼッティ、エンリコ・フェルミ。

ラガッツィ・ディ・ヴィア・パニスペルナ（イタリア語: Ragazzi di via Panisperna）とは、エンリコ・フェルミが率いた若い科学者グループのこと。日本語で「パニスペルナ通りの少年達」という意味。1934年、イタリアのローマで彼らは原子炉や後の核爆弾の実現に通じる有名な高速中性子の発見に成功した。グループの名称はローマ・ラ・サピエンツァ大学物理学部のあった通りの名前からつけられた。元々この通りの名は近くの修道院パニスペルナのサンロレンツォの名から取っている。

## 概要

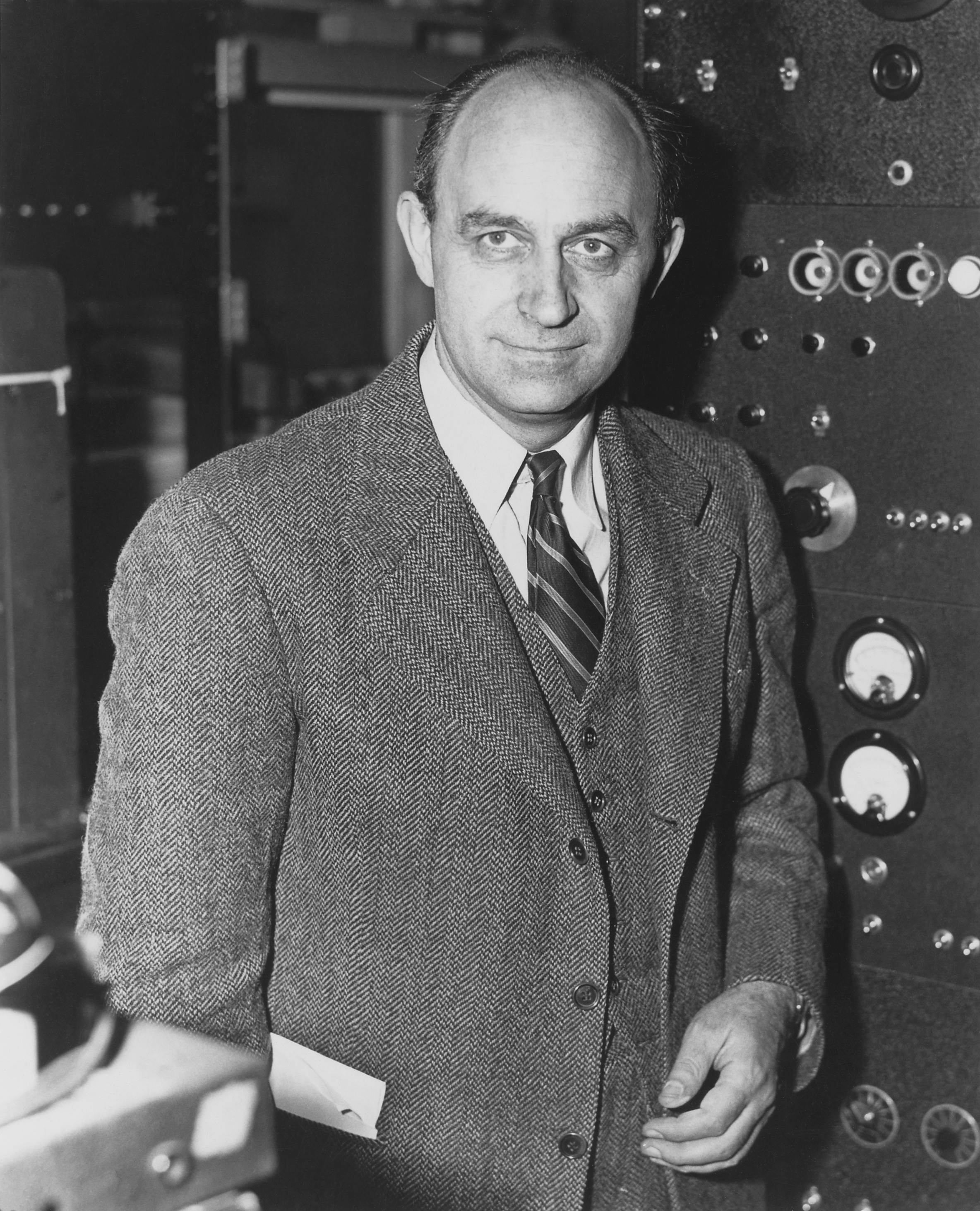
リーダーのエンリコ・フェルミ

フェルミ以外のグループのメンバーはエドアルド・アマルディ、オスカー・ディアゴスティーノ、エットーレ・マヨラナ、ブルーノ・ポンテコルヴォ、フランコ・ラゼッティそしてエミリオ・セグレ。彼らは、化学者であるディアゴスティーノを除き全員が物理学者で、1901年生まれのフェルミから1913年生まれのポンテコルヴォまで、1930年の段階で10代から20代の若者であった。
物理学者・大臣・上院議員で物理学協会理事のオルソ・コルビーノの指揮の下、グループは成長した。まだ20代の若さだったエンリコ・フェルミの才能は広く認められ、1926年にイタリアの理論物理学の最初の権威ある地位がフェルミのために設立された。1926年からフェルミとコルビーノは自らの研究所を現代的な研究センターに発展させるべく働いた。
研究所の最初の研究対象は原子と分子の分光法に主に向けられた。その後彼らは原子核の実験研究へと移っていった。研究対象の中から一つを言及すれば、ベリリウムの放射によって得られる中性子、多量の安定した人工の放射性元素を生じさせることが可能な強固な放射性崩壊ガスであるラドンによって放たれるアルファ粒子、など様々な粒子を衝突させる実験である。理論上で言えば、マヨラナとフェルミの仕事は原子核の構造とマヨラナ力（Majorana Forces）として知られ作用する力の理解を可能にした。1933年と1934年に彼らはベータ崩壊の基本原理を発表した。
1938年、ファシズムの人種法（racial laws）のため、そして差し迫った第二次世界大戦のためにグループは分散し大半は海外に移住したが、マヨラナはパレルモへ向かう船内で失踪。多くはフェルミの後を追いアメリカ合衆国へ亡命しマンハッタン計画などアメリカの核兵器開発や理論物理学の発展に関与した。また、戦後ポンテコルヴォはアメリカからソ連へ亡命し、ソ連の原子物理学の本拠・ドゥブナ合同原子核研究所の基礎を築いた。エドアルド・アマルディだけはイタリアに残り、戦後イタリア物理学を再建し、欧州原子核研究機構の設立に貢献した。
映画監督ジャンニ・アメリオは彼らについての映画を製作している。
パニスペルナ通りの建物は今日、内務省があることでも有名なローマのヴィミナーレの丘の複合ビルに組み込まれている。近い将来、この建物には研究所とエンリコ・フェルミを記念して名づけられた物理学博物館のためのセンターが入居する計画である。

## 関連リンク
- 映画en:I ragazzi di via Panisperna (1989)・監督ジャンニ・アメリオ

## 参考書籍
- La scienza. Molecole, atomi, particelle. Vol. 12. La biblioteca di Repubblica. Rome, La Repubblica-UTET, 2005.